# Reactive Blue 7
C.I. Reactive Blue 7 ist ein Reaktivfarbstoff aus der Klasse der Phthalocyaninfarbstoffe.

## Darstellung
Die Synthese von Reactive Blue 7 geht von Kupferphthalocyanin aus. Mit Chlorsulfonsäure und Thionylchlorid werden die vier Benzolringe des Chromophors chlorsulfoniert und man erhält als Zwischenstufe das Kupferphthalocyanintetrasulfonsäurechlorid. Eine Sulfonsäurechlorid-Gruppe wird mit 2,4-Diaminobenzolsulfonsäure zu dem entsprechenden Sulfonsäureanilid umgesetzt und anschließend erfolgt die Kondensation mit 2,4,6-Trichlor-1,3,5-triazin zu dem Dichlortriazin-Farbstoff. Dieser wird anschließend mit Ammoniak zum Monochlortriazin-Farbstoff umgesetzt, wobei gleichzeitig eine der Sulfochloridgruppen zum Sulfonamid reagiert. Die verbleibenden Sulfonchlorid-Gruppen werden zu Sulfonsäure-Gruppen hydrolysiert.

## Externe Links zu erwähnten Verbindungen
1. ↑  Externe Identifikatoren von bzw. Datenbank-Links zu 2,4-Diaminobenzolsulfonsäure:  CAS-Nr.: 88-63-1, EG-Nr.: 201-846-5, ECHA-InfoCard: 100.001.678, GESTIS: 17220, PubChem: 66623, ChemSpider: 59990, Wikidata: Q27269698.